# Only You (Yazoo)
Only You è un singolo del gruppo musicale britannico Yazoo, pubblicato nel 1982, estratto dall'album Upstairs at Eric's.

## Tracce
Lato A
1. Only You – 3:14

Lato B
1. Situation – 5:18

## Cover
Una cover della canzone pubblicata da Selena Gomez, è contenuta nella colonna sonora della serie Tredici. Il videoclip ufficiale è stato pubblicato il 18 aprile 2017 sul canale YouTube della cantante. 
Smith&Burrows, il duo formato dal frontman degli Editors Tom Smith  e dal cantautore Andy Burrows, ha pubblicato una cover di Only you nell'album del 2011 Funny Looking Angels.
Celebre fu anche la cover realizzata "a cappella" dal gruppo britannico dei Flying Pickets.